# 塞米索波奇諾伊島

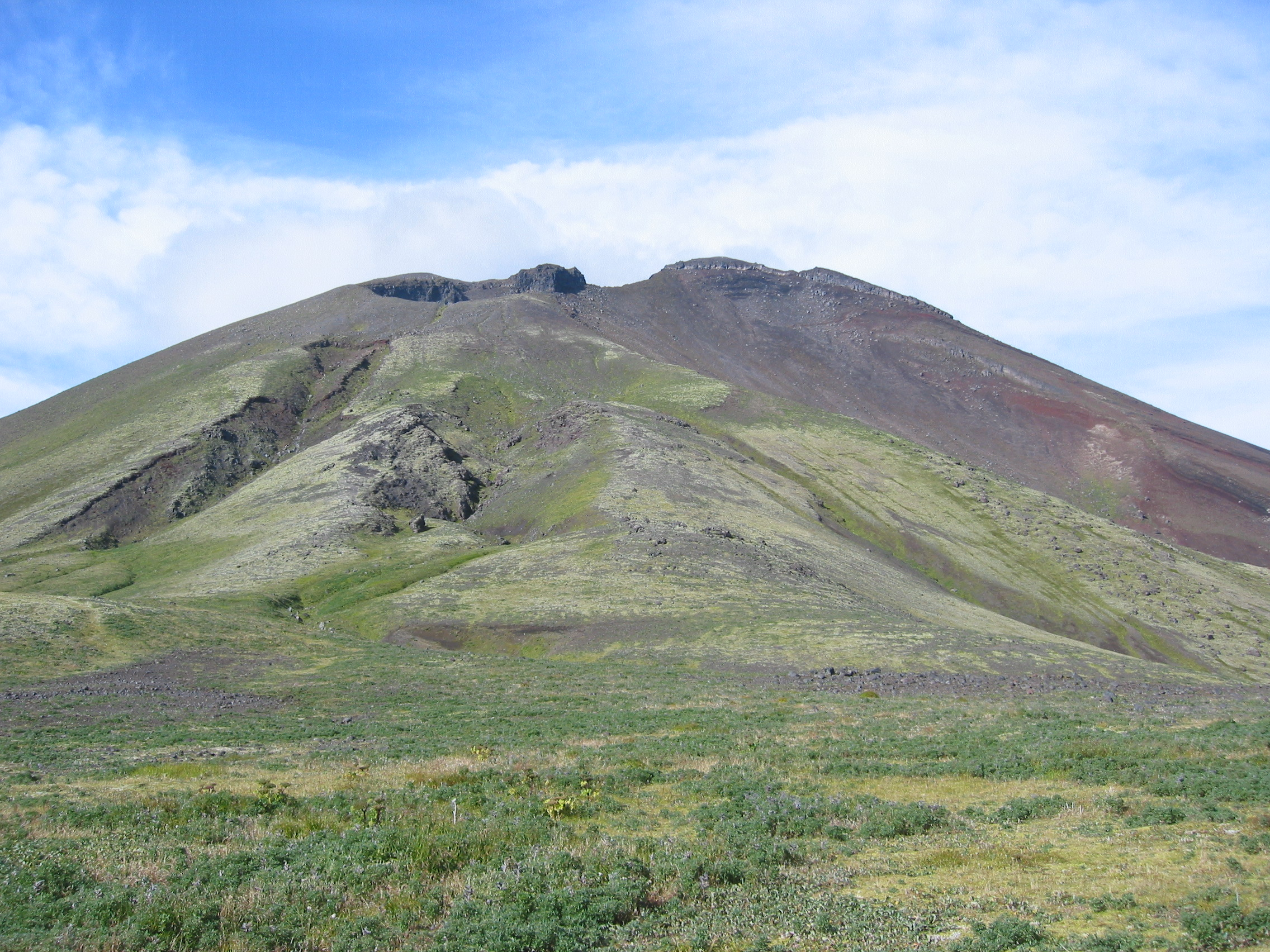

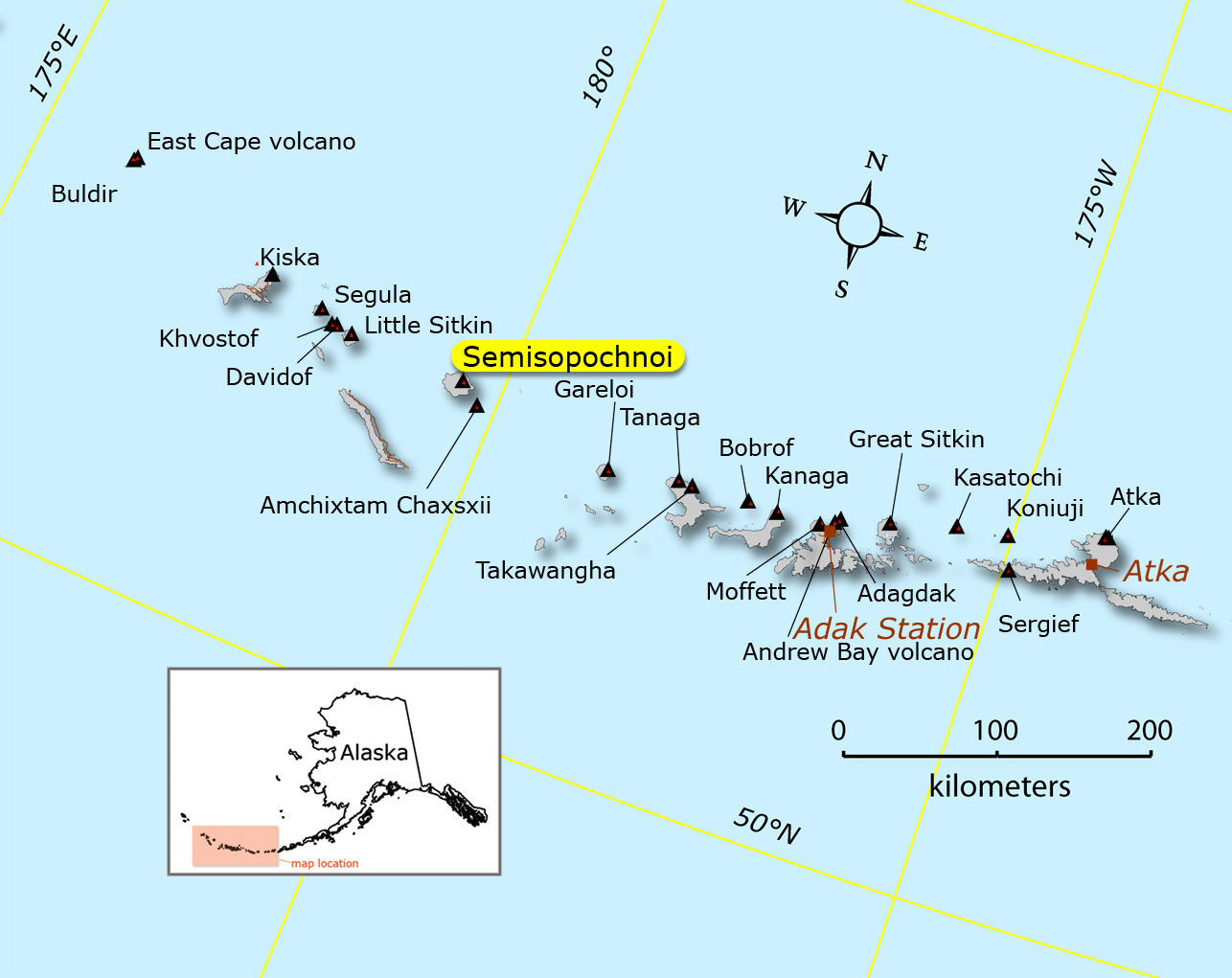

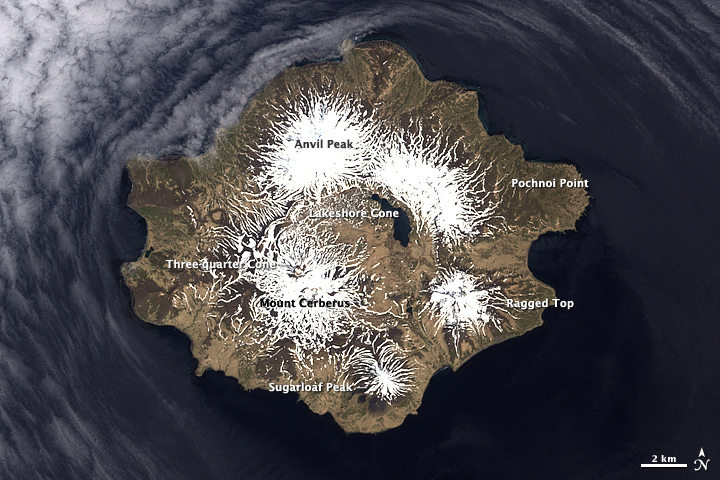

塞米索波奇諾伊島是美國的島嶼，位於太平洋海域，屬於拉特群島的一部分，由阿拉斯加州負責管轄，長17公里、寬14公里，面積221.7平方公里，最高點海拔高度1,221米，島上無人居住。

## 外部連結
- Semisopochnoi Photos （页面存档备份，存于） Photographs from Semisopochnoi Island, July 2008

51°57′05″N 179°36′03″E / 51.95139°N 179.60083°E